# Bury (Oise)
Bury é uma comuna francesa na região administrativa de Altos da França, no departamento de Oise. Estende-se por uma área de 17,05 km². Em 2010 a comuna tinha 3 004 habitantes (densidade: 176,2 hab./km²).